# Стража (област Търговище)
Вижте пояснителната страница за други значения на Стража.
Стража е село в Североизточна България. То се намира в община Търговище, област Търговище.

## История

### Древност
Налице са археологически сведения за три селища в землището на днешното село, които са населявани от дълбока древност. Първата селищна могила - Калайджи дере, е датирана от халколита. Тя е с диаметър 60 м и височина 4,5 м, разположена на 1 км източно от селото, на десния бряг на приток на река Врана, като попада и в землището на село Руец. Второто разкрито селище - Стража 1, е от неолита и е разположено на 1 км североизточно от селото, в овощна градина на левия бряг на приток на река Врана. Третото селище е населявано през халколита, Римския и Ранносредновековния период. То е разположено на 2 км източно от селото, в местност Падиша, на брега на река Умник, приток на Врана.

### Османски период и легенда за името на селото
Има легенда за името на селото и неговото възникване. Селото в средните векове 15 - 16 век се е намирало на около 3 км източно от сегашното му местонахождение. Там както е сега населението е било турско и българско. Ражда се обаче красива мома българка, наричана Стратижа. Турците започват да задирят младата и хубава българска жена, а за да я предпази баща и изнася цялото си семейство и се заселва на място, където е сегашното село, или до „Дядо Митковата чешма“. Така започват да прииждат и други семейства и се формира новото селище, чието име е част от името на тази българка.

## Население
Численост на населението според преброяванията през годините:
| \| Година на преброяване \| Численост \| \| --------------------- \| --------- \| \| 1934 \| 1376 \| \| 1946 \| 1396 \| \| 1956 \| 1154 \| \| 1965 \| 1151 \| \| 1975 \| 1139 \| \| 1985 \| 1061 \| \| 1992 \| 903 \| \| 2001 \| 911 \| \| 2011 \| 726 \| \| 2021 \| 695 \| |           |
| Година на преброяване | Численост |
| 1934 | 1376      |
| 1946 | 1396      |
| 1956 | 1154      |
| 1965 | 1151      |
| 1975 | 1139      |
| 1985 | 1061      |
| 1992 | 903       |
| 2001 | 911       |
| 2011 | 726       |
| 2021 | 695       |

### Етнически състав
Преброяване на населението през 2011 г.
Численост и дял на етническите групи според преброяването на населението през 2011 г.:
|                     | Численост | Дял (в %) |
| Общо                | 726       | 100,00    |
| Българи             | 378       | 52,06     |
| Турци               | 286       | 39,39     |
| Цигани              | 21        | 2,89      |
| Други               | 3         | 0,41      |
| Не се самоопределят | 0         | 0,00      |
| Неотговорили        | 38        | 5,23      |

## Култура
Поради демографския срив Детската градина и училището са затворени. Функционира читалище „Развитие“. Последната сграда на читалището, която се намира в центъра на селото е открита през 1972 година. Преди това то се е помещавало в две стаи в стария център на селото, където се предполага че е основано селото. При разкопките на площада пред читалището трактор пропада и след идването на археолози от Търговищкия исторически музей се установява, че това е древноримска керамична пещ. Те преценяват, че това не представлява историческа ценност и находката е заровена, а отгоре е положен асфалт. Към читалището има сформирана фолклорна певческа група, която има завоюван златен медал от Фолклорния фестивал „Копривщица-2010“.
- Народно читалище „Развитие – 1926“ (основано през 1926 г.)
- ФК Искра - футболен клуб, състезаващ се в ОФГ Търговище

### Религия
В селото има два храма:
- Джамия
- Църква „Света Параскева“ - построена през 1923 г.

## Други
До 2010 година в селото функционира Дом за деца с увреждания „Св. Мина“, към месец януари 2009 година в него живеят 21 деца и 39 младежи.